# Cynodon (genre végétal)
Pour les articles homonymes, voir Cynodon.
Cet article concerne la plante. Pour le poisson, voir Cynodon (poisson).
Genre
Synonymes
- Capriola Adans.[2]
- Dactilon Vill.[2]
- Dactylus Asch.[2]
- Fibichia Koeler[2]

Cynodon est un genre de plantes monocotylédones de la famille des Poaceae (graminées), sous-famille des Chloridoideae, originaire des régions tropicales et subtropicales, qui comprend une dizaine d'espèces.
Ce sont des plantes herbacées vivaces, rhizomateuses ou stolonifères aux tiges pouvant atteindre de 60 à 100 cm de long, et au aux inflorescences digitées ou subdigitées composées de racèmes spiciformes.
Plusieurs espèces sont des mauvaises herbes des cultures. Certaines espèces sont utilisées comme plantes fourragères ou pour constituer des pelouses.

## Étymologie
Le nom scientifique du genre Cynodon vient du grec κύων, κυνός (kúōn, kunós) « chien » et ὀδούς, ὀδόντος (odoús, odóntos) « dent ». Se traduisant littéralement par « dent de chien », il fait référence aux feuilles pointues de la plante ou au rhizome qui porte de fins bourgeons blancs, aigus et recourbés, évoquant plus ou moins bien des canines de chiens. Le nom vernaculaire de chiendent rappelle ce caractère.

## Liste d'espèces
Selon The Plant List (28 mars 2018) :
- Cynodon aethiopicus Clayton & Harlan
- Cynodon barberi Rang. & Tadul.
- Cynodon coursii A.Camus
- Cynodon dactylon (L.) Pers.
- Cynodon flexicaulis (Schwägr.) Steud.
- Cynodon inclinatus (Hedw.) Brid.
- Cynodon incompletus Nees
- Cynodon magennisii Hurcombe
- Cynodon nlemfuensis Vanderyst
- Cynodon parviglumis Ohwi
- Cynodon plectostachyus (K.Schum.) Pilg.
- Cynodon radiatus Roth
- Cynodon transvaalensis Burtt Davy